# ウィキペディアのロゴ

現在のウィキペディアのロゴ（2010年 - ）

インターネット百科事典であるウィキペディアのロゴはジグソーピースで構成され、上部が未完成の球体という形をしている。ジグソーピースにはさまざまな表記体系の字体が記されている。ウィキペディア日本語版のページで表示されているように、球体の下には「ウィキペディア」という文字があり、そのさらに下には「フリー百科事典」という文字がある。

## デザイン

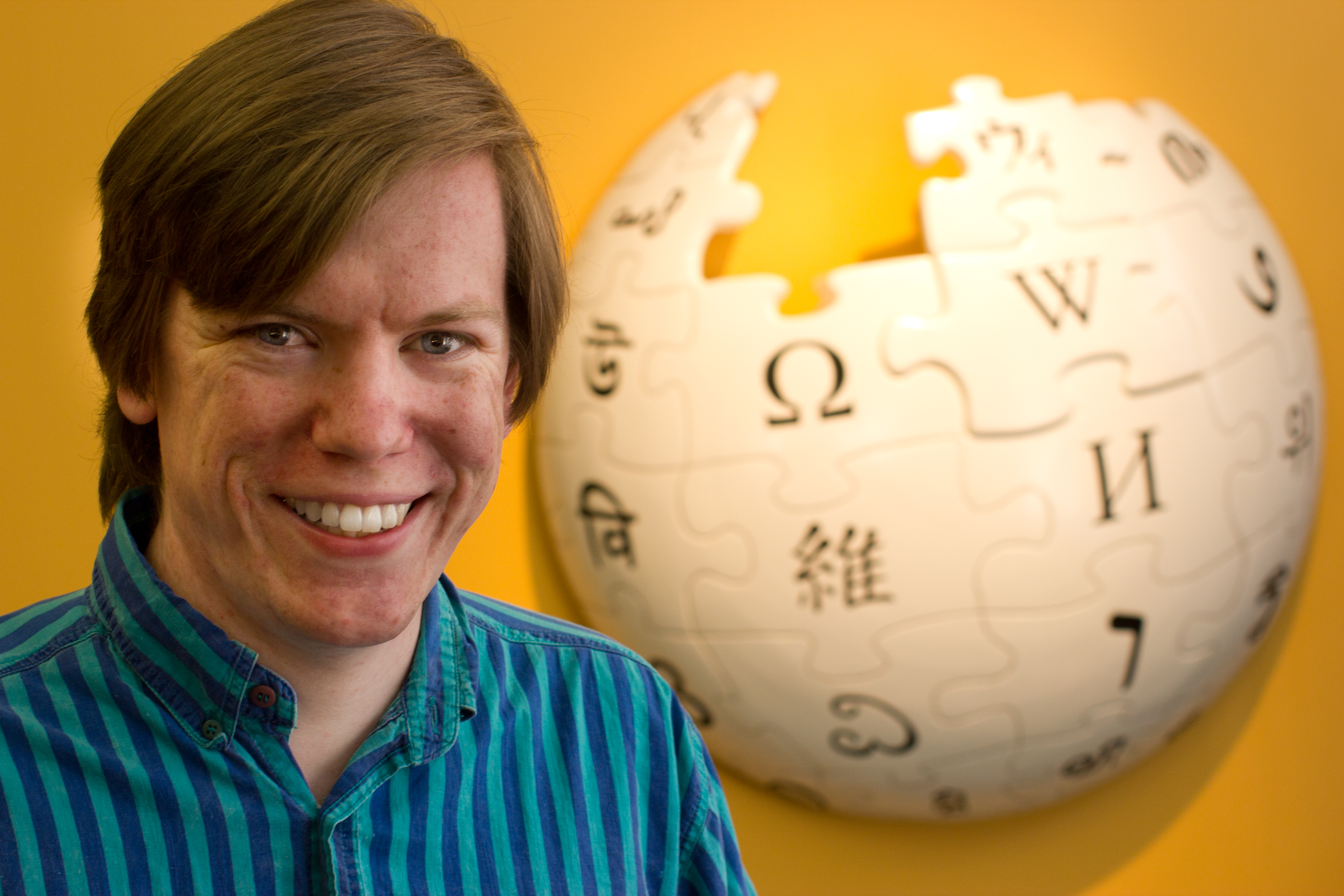
ウィキメディア財団の事務所にある「ウィキペディア・パズル地球ロゴ」（Wikipedia Puzzle Globe Logo）と、その原案者ポール・スタンシファー（2012年5月撮影）

ジグソーピースには字体（字母またはほかの書記素）が1つ記されており、ウィキペディアが多言語であることを象徴する。ラテン文字のWが使用されているのは、ロゴ上の字体は「ウィキペディア」をその言語で記述した場合の一文字目であるからである。
- 中央近くにラテン文字の⟨W⟩、その上にカタカナの⟨ウィ⟩、その下にキリル文字の⟨И⟩、ヘブライ文字の⟨ו⟩がある。ほぼ隠れて見えないが、ヘブライ文字の下にはタミル文字の⟨வி⟩がある。
- ⟨W⟩の左はギリシャ文字の⟨Ω⟩であり、その下は漢字の⟨維⟩、カンナダ文字の⟨ವಿ⟩である。ほぼ隠れて見えないが、一番下はチベット文字の⟨ཝི⟩である。
- そのさらに左は上からアルメニア文字の⟨Վ⟩、横になっているクメール文字の⟨វិ⟩、ベンガル文字の⟨উ⟩、デーヴァナーガリーの⟨वि⟩、グルジア文字の⟨ვ⟩である。
- 一番右はゲエズ文字の⟨ው⟩、アラビア文字の⟨و⟩、ハングルの⟨위⟩、タイ文字の⟨วิ⟩である。

英語版では球体の下の文字がWikipediaとThe Free Encyclopediaとなっており、どちらもオープンソースのLinux Libertineフォントを使用している。

## 歴史
| ポール・スタンシファーによるロゴの原案 |  | デイヴィッド・フリードランドが改良したロゴ |
| ポール・スタンシファーによるロゴの原案 |  | デイヴィッド・フリードランドが改良したロゴ |

ロゴの原案は、当時17歳だったウィキペディアの利用者、ポール・スタンシファー（Paul Stansifer）によってデザインされ、2003年に行われたロゴ・コンテストで1位を獲得した。（なおその時に2位を獲得した案はウィキメディア財団のロゴに、3位の案はMediaWikiのロゴとして採用された）
その後、もう1人のウィキペディア利用者であるデイヴィッド・フリードランド（David Friedland）がロゴを改良した。元のデザインでは1ピースごとに多言語で構成された意味のないテキストがつけられていたが、これを1ピース1文字に限定し、ピースごとに赤や青などの色が塗られていたのをやめ白色に統一した。またピースの設計を改善してその境界がより立体的に見えるようにした。しかし、設計の変更中にミスがおこり、デーヴァナーガリーとカタカナの表記に間違いが生じてしまった。

## 現行のロゴ

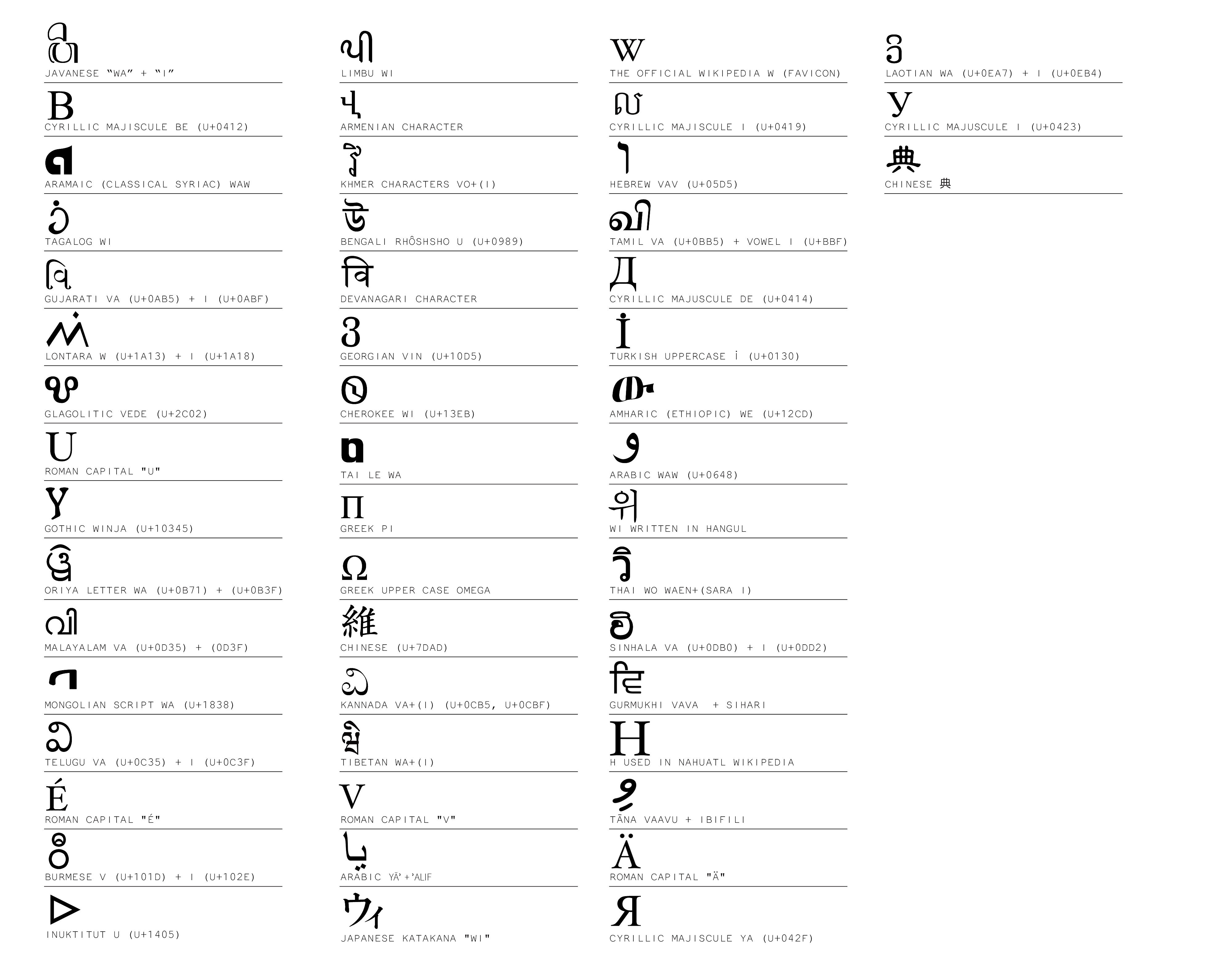
現行のロゴタイプに含まれる字体

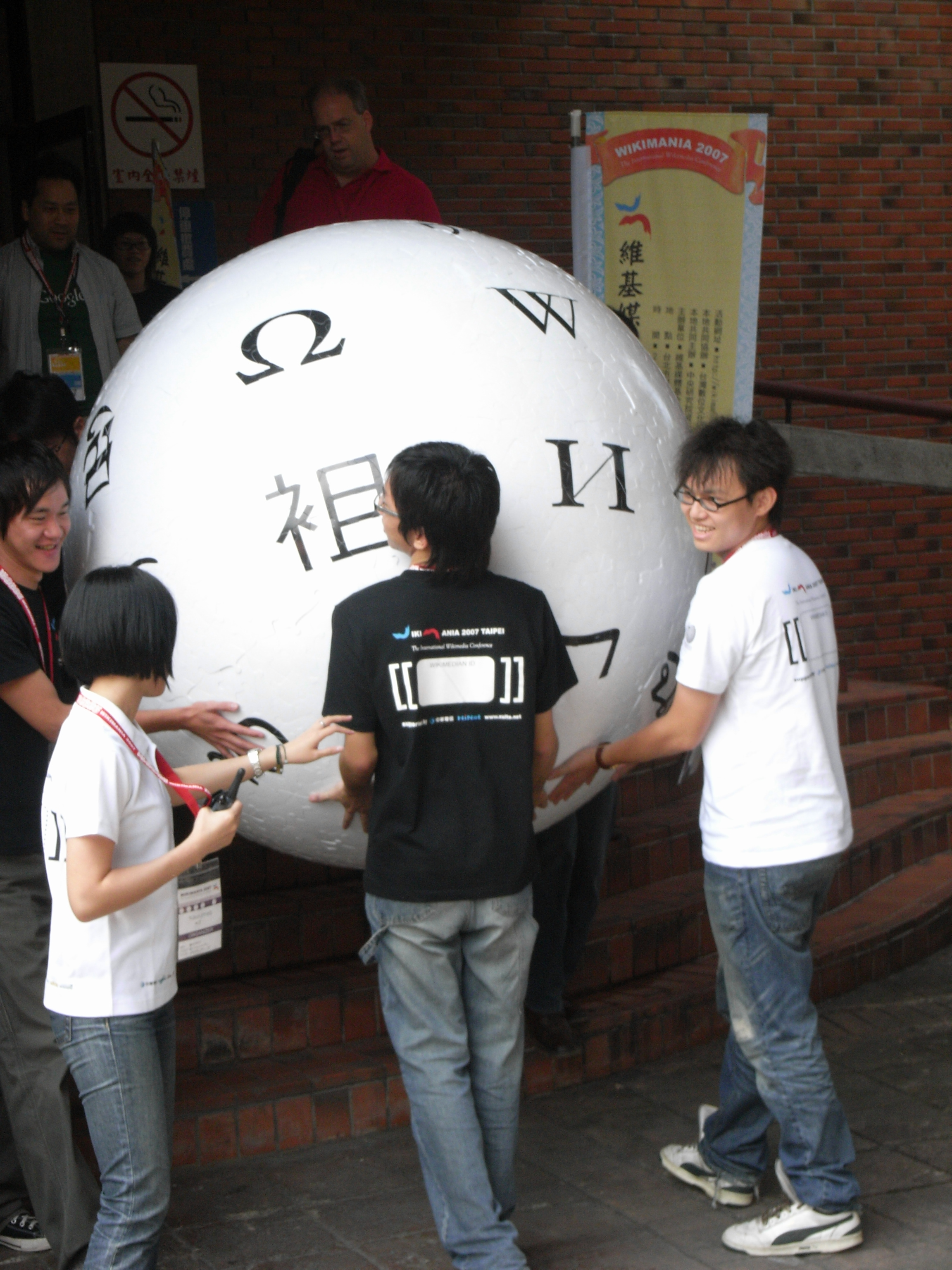
「ウィキボール」

2007年、ウィキメディア台湾がウィキマニア用に3Dモデルを作成した。ウィキマニアでは直径3インチのパズルが配られた。2D版のロゴで表示されなかった部分には新しい字体が追加されず、代わりに姉妹プロジェクトのロゴやウィキマニアに関する情報が記載された。また人間ほどの大きさがあり、スタンドの上で回る「ウィキボール」（Wikiball）も作成され、ウィキマニアの会場で展示された。これにより、ウィキペディアのロゴの正式な3Dモデルを作成することに関心が寄せられた。

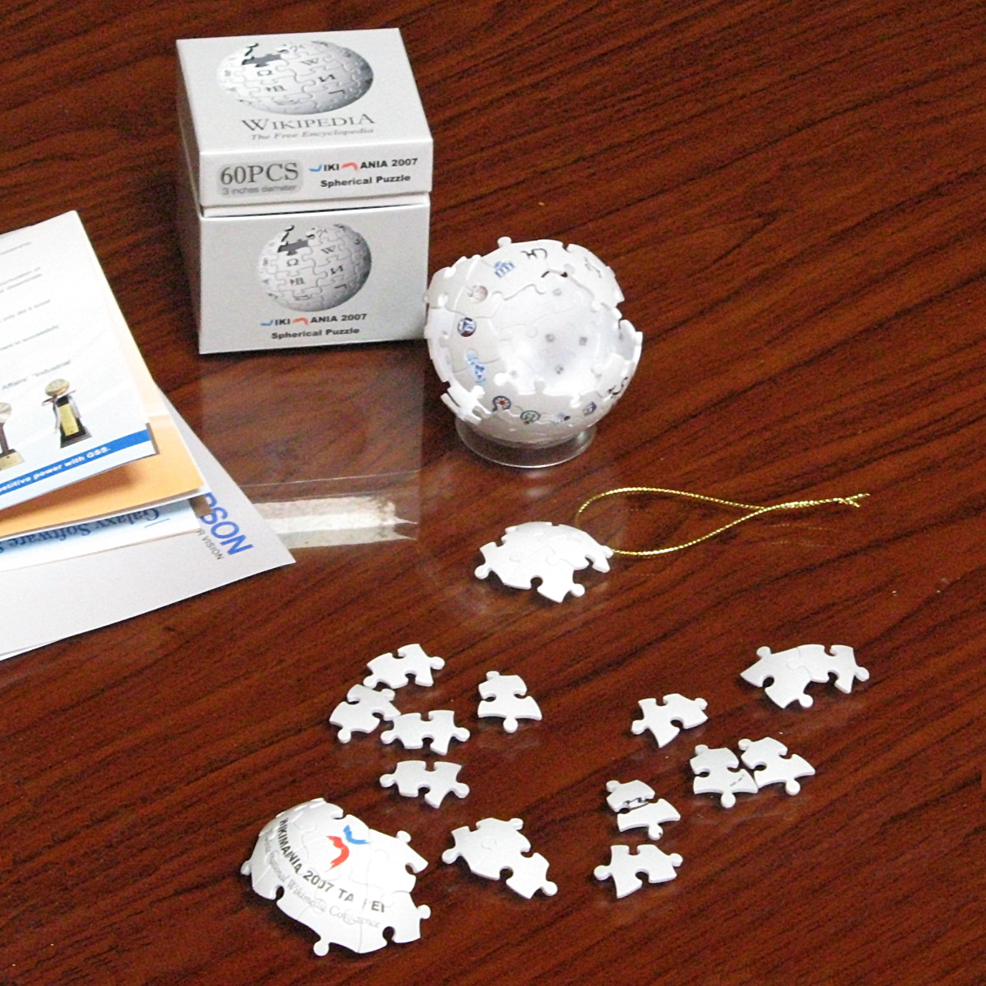
2007年のウィキマニアでの3Dパズル

2007年までに、LISTSERVの利用者はロゴの間違いを発見した。しかし、フリードランドが元ファイルを紛失してしまったため、これらの間違いはすぐには直されなかった。フリードランドはさらに「私はロゴを再構築しようとしたが、うまくいかなかった」と述べ、ロゴは「プロのイラストレーターによって再描画されるべき」とも述べた。ウィキペディア日本語版の利用者である木津尚子によると、日本語版の利用者のほとんどが間違いを正すことを支持した。彼女はニューヨーク・タイムズのノーム・コーエン（Noam Cohen）氏へのメールで、「変えないことも選択肢であるかもしれません。ほとんどの人は真剣に受け取らず、このロゴ画像が特別な意味のないさまざまな文字のポトフのように受け取っている」と述べた。
2009年末、ウィキメディア財団はロゴの間違いを修正した。文字表記のほか、当時のロゴではスケールがうまくいかず、一部の文字が歪んで見えた。ウィキメディア財団は新しいロゴに対しては2D版で「隠された」ジグソーピースにも字体を規定し、ロゴの視点を変えられるようにロゴの3Dモデルも作成した。ウィキメディア財団のオフィスでは実物のロゴが3Dの半球体で作成された。
新しいロゴは2010年5月にウィキメディア財団の各プロジェクトで正式に採用された。新しいロゴでは3Dレンダリングが行われ、字体が直されたほか、ピカド文字がゲエズ文字に取って代わられた。ワードマークもHoefler TextフォントからオープンソースのLinux Libertineフォントに代わった。英語版のみの変更としては、サブタイトルの"The Free Encyclopedia"がイタリックではなくなったことが挙げられる。Wの文字がFaviconなどウィキペディアの各所で使われ、「ウィキペディアのブランドに特有」である⟨W⟩（Vが2つ重なっている）の形をしている一方、Linux LibertineのWは一筆書きできる形をしている。ウィキペディアのWを再現するために、Vが2つ重なっている形のWがLinux LibertineにOpenTypeのバリエーションとして追加された。
2014年10月24日、ウィキメディア財団はウィキペディアのロゴ、および財団に所属する全てのロゴをCC BY-SA 3.0ライセンスで配布した。

## 商標登録
2003年から2010年まで使用されたウィキペディアのロゴはウィキメディア財団によって欧州連合商標に登録された。商標の出願日は2008年1月31日で、登録日は2009年1月20日である。

## ギャラリー

### 英語版
- 2001年のロゴ
- 2001年から2003年までのロゴ
- 2003年から2010年までのロゴ
- 2010年以降のロゴ